# 清凉山 (延安)
清凉山是位於中華人民共和國陕西省延安市東北的一座山，与凤凰山、宝塔山隔延河鼎立。210国道途徑此處。范仲淹曾來過清涼山。山上有唐、宋时雕凿的清凉山万佛洞石窟。中國抗日战争时期，新华总社、新华广播电台、解放日报社、中央印刷厂、新华书店等机构都曾设在清凉山里。